# Vukašin Mrnjavčević
Vukašin Mrnjavčević (kolem 1320 Livno – 1371 v bitvě u řeky Marica) byl srbským králem, který vládl v oblasti dnešní centrální a severozápadní Makedonie v letech 1365–1371.
Zmiňován je v roce 1350 jako prilepský župan. Později mu car Štěpán Dušan udělil titul despoty. Od roku 1365 byl králem jako vazal Štěpána Uroše V., později samostatný. Vládl v oblasti dnešních měst Prizren, Skopje a Prilep. Udržoval dobré vztahy se svým bratrem Jovanem Uglješou, který byl despotou v oblasti kolem řeckého města Serres.
V roce 1371 se zúčastnil bitvy u řeky Marica, kde bojovala balkánská koalice proti expanzi Osmanské říše. Díky lepší taktice osmanská armáda zvítězila a Vukašin padl.

## Genealogie
- Otec Mrnjava
- Bratr Jovan Ugljesa
- Bratr Gojko (?)
- Sestra Jelena, později manželka Nikoly Brankoviče
- Manželka Jelena (podle jiných zdrojů Alena, Jevrosima, klášterní jméno Jelisaveta)
  - Syn Marko, následník
  - Syn Andrija (Andrija)
  - Syn Dmitar (Dimitru)
  - Syn Ivaniš
  - Dcera Milica
  - Dcera Olivera, později manželka zetského (černohorského) knížete Đurđa I.